# الکساندر برودین
آلکساندر پارفیریویچ بارادین (به روسی: Александр Порфирьевич Бородин) آهنگساز و شیمیدان اهل روسیه و اصالتاً گرجی است. او در ۱۲ نوامبر ۱۸۳۳ در سن پترزبورگ به دنیا آمد و در ۲۷ فوریه ۱۸۸۷ در همان شهر درگذشت. او به همراه مودست موسورگسکی، میلی بالاکیرف، نیکولای ریمسکی کورساکف و سزار کوئی عضو «گروه پنج» بود.

## زندگی‌نامه
آلکساندر بارادین فرزند یک شاهزاده گرجی به نام لوکا گِدِوانیشویلی است. او در سال که در سال ۱۸۳۳ در سن پترزبورگ روسیه چشم به جهان گشود و از ۶ سالگی آموختن موسیقی را آغاز و در همین سن آهنگ‌سازی را نیز شروع کرد. پدرش از افسران قدیمی ارتش بود و مایل بود پسرش نیز به ارتش ملحق شود ولی بارادین دل به هوای موسیقی داشت و چون پدرش علاقه او را دید به تشویق او پرداخت.

بارادین در سال ۱۸۵۰ به دانشکده پزشکی وارد شد و در سال ۱۸۵۵ با در دست داشتن دیپلم شیمی و طب، استاد شیمی دانشکده شد. او در رشته علمی خود تحقیقات بسیاری انجام داده‌است و رسالات متعددی در شیمی نوشته که کم از آثار موسیقی ندارد. علاوه بر آثار ارزشمند بسیاری که در دنیای موسیقی به جا گذاشته‌است، در سمت استاد دانشگاه در رشته شیمی و به عنوان یک دانشمند و محقق در تمام اروپا شناخته می‌شد.

بارادین در بیست و هشت سالگی با بالاکیرف آشنا شد و به زودی یکی از افراد گروه پنج شد و پس از آن تمام زمان آزاد خود را به موسیقی اختصاص داد.

او مردی خوش‌قلب، خوش‌بین و صوفی‌منش بود که خصوصیات انسانی‌اش در موسیقی‌اش نیز جلوه‌گر می‌شد. در سفری که به ایتالیا و اتریش و آلمان و فرانسه کرد بیش از پیش به موسیقی علاقه‌مند شد و نکات جدیدی را آموخت. در بازگشت به روسیه نخستین اثر بزرگ خود سمفونی می بمل ماژور را نوشت اما به دلیل مشغولیتهای علمی اتمام آن تا آخر عمرش به درازا انجامید. سمفونی دوم در سی مینور که در سال‌های ۱۸۷۱ تا ۱۸۷۷ نوشته شد، از شهرت بیشتری برخوردار است. پوئم سمفونیک در چمنزارهای آسیای میانه در زمان او باعث شهرت فوق‌العاده او شد. برخی از ترانه‌های بارادین مثل ملکه دریا و سرزمین خرم تو نیز جذاب دلکش‌اند.
اما مهم‌ترین اثر بارادین اپرای شاهزاده ایگور است که تصنیف آن تا آخرین روزهای عمرش ادامه داشت و هرگز موفق به اتمام آن نشد. پس از مرگش ریمسکی کورساکف و گلازنف آن را تکمیل کردند. این اپرا که یکی از مهم‌ترین آثار گروه پنج است از حیث رنگ‌آمیزی ارکستر و آواز، زیبایی خاصی دارد. به خصوص رقص‌های پلوتسی آن بسیار معروف است.

## برخی از آثار
- اپرای شاهزاده ایگور
- سمفونی‌ها
- رقص استپهای آسیای مرکزی
- چهارنوازی برای سازهای زهی
- سونات برای ویلنسل و پیانو

## شنیدن آثار
- youtube
- deezer